# Єхавмілку II
Єхавмілку (Єхавмілк, Єхавмілікі, Єхавмелек) II (сер. V ст. до н. е.) — цар Бібла.

## Життєпис
Син царя Егарбаал. Посів трон близько 450 року до н. е. Відомий за написом на стелі, присвяченій завершенню відновлення храму фінікійської богині Баалат-Гебал. що було здійснено за часів Єхавмілку II.
Продовжив розбудову міста, розгортається масштабне будівництво. зокрема, було зведено палац за перським зразком, нову фортецю, оновлено міські мури.
Про підвищення статуса та економічної потуги свідчить те, що цар отримав дозвіл на карбування власної монети (слідом за Тіром, Сідом і Арвадом). На біблських монетах Єхавмілку II карбувалися крилаті сфінкси, яструби і лотоси. Ці ж речі зображено і на одному саркофазі, напис на якому датується кінцем V століття до н. е. Можливо, саме в ньому був похований цар Єхавмілку. На одній з монет зображено також військовий корабель, що може свідчити про відродження біблського флоту. Йому спадкував Палтібаал.